# Czechosłowacki Medal Rewolucyjny
Czechosłowacki Medal Rewolucyjny (cz. Československá revoluční medaile) – czechosłowackie odznaczenie wojskowe z okresu I wojny światowej.
Odznaczenie zostało 1 grudnia 1918 roku dekretem prezydenta Czechosłowacji dla nagrodzenia osób zasłużonych dla powstania Czechosłowacji.

## Zasady nadawania
Medal został ustanowiony dla nagrodzenia obywateli Czechosłowacji i cudzoziemców, którzy zasłużyli się w działaniach na rzecz uzyskania niepodległości Czechosłowacji oraz brali udział w walkach o jej uzyskanie.
Medal nadawany był wszystkim, którzy uczestniczyli w walkach oraz innym osobą które przyczyniły się do uzyskania niepodległości.

## Opis odznaki
Odznakę odznaczenia stanowi równoramienny krzyż typu greckiego, w środkowej części ramiona są rozszerzone. Krzyż umieszczony jest na okrągłym pierścieniu. Autorem medalu jest francuski rzeźbiarz A. Bourdelle.
Na awersie w centralnej części krzyża znajduje się postać uskrzydlonej kobiety ubranej w tunikę, symbolizująca wolność. Kobieta depcze dwa znajdujące się u jej stóp węże. Nad głową trzyma flagę z napisem ZA SVOBODU (pol. Za Wolność). Na pierścieniu w górnej części są daty 1914 – 1918, w dolnej części jest umieszczony wieniec laurowy.
Na rewersie w centralnej części krzyża znajduje się postać jeźdźca na uskrzydlonym koniu (pegazie) trzymającego lancę z flagą. Na pierścieniu jest napis VZHŮRU NA STRÁŽ SVOBODNÝ NÁRODE (pol. Na straży wolności narodu).
Medal zawieszony jest na wstążce o szer. 38 mm koloru czerwonego, w środkowej części znajduje się pasek koloru białego z wąskimi paskami koloru niebieskiego po bokach.
Na wstążce były umieszczane okucia z napisami oraz cyframi, w zależności od miejsca, gdzie służył odznaczony i w jakim oddziale. Rodzaje okuć:
- ZBOROV (pol. Zaborów), BACHMAČ (pol. Bachmacz) i SIBIŘ (pol. Syberia) oraz z liczbami od 1 do 12 (liczby oznaczają numer pułku) – odznaczeni biorący udział w walkach na terenie Rosji
- ALSACE (pol. Alzacja), ARGONNE (pol. Argonny) i PERONNE (pol. Péronne) oraz z liczbami od 21 do 24 – odznaczeni biorący udział w walkach na terenie Francji.
- DOSSALTO, PIAVE (pol. Dossalto, Piawa) oraz z liczbami od 31 do 35 i 39 – odznaczeni biorący udział w walkach na terenie Włoch
- S – odznaczeni biorący udział w walkach na terenie Serbii
- ČD – odznaczeni będący żołnierzami Drużyny Czeskiej
- LE – obywatele Czechosłowacji, będący w czasie I wojny światowej żołnierzami francuskiej Legii Cudzoziemskiej

Ponadto odznaczeni, którzy dodatkowo otrzymali pochwałę, mieli prawo do umieszczenia na wstążce okucia w postaci lipowego listka.
Spotykane są egzemplarze odznaczenia przyznane żołnierzom Legii Cudzoziemskiej, posiadające okucia (za pochwały, wymienienie w rozkazie) na modłę francuską: gwiazdki i gałązki palmowe.